# 이창의
이창의(李昌誼, 1704년 ~ 1772년)는 조선 후기의 문신이며, 영조 때 좌의정을 지냈다. 김상복, 김상철, 한익모, 김양택, 신만, 신회, 홍봉한, 홍인한 등과 탕평당 세력의 주요인물이었다. 본관은 전주(全州). 자는 성방(聖方), 시호는 익헌(翼獻)이다.

## 생애
영조 때 문과에 급제했고 설서, 지평, 정언, 문학, 부수찬을 지내고 정언, 지평, 교리를 거쳐 독운어사와 북관어사로 나가 민정을 다스렸고, 부교리, 겸사서, 부수찬, 수찬, 검상을 거쳐 승지로 당상관에 오른다. 이후 대사간으로 있다가 충청도관찰사로 외직에 나가서 민정을 다스렸고 이후 대사간, 병조참판을 거쳐 전라도관찰사로 다시 외직에 나가 민정을 다스린 뒤 형조참판, 예조참판 등을 지내고 호조참판을 거쳐 도승지가 되었다.
호조판서로 승진해 제조를 겸하고, 호조판서, 병조판서를 하며 금위대장을 겸한다. 이후 병조판서로 있다가 광주유수로 외직에 나갔고, 좌참찬, 판의금부사, 이조판서를 하며 산릉도감제조로 있다가 경기도관찰사로 외직에 나가 다시 민정을 다스리고, 좌빈객으로 있다가 이조판서, 우참찬에 이어 함경도관찰사로 외직에 다시 나갔다.
예조판서, 좌참찬에 이어서 판돈녕부사로 있다가 이후 병조판서로 좌빈객을 겸하고 병조판서로 있다가 판돈녕부사로 다시 물러났다가 지경연사로 예조판서, 호조판서를 한 뒤 우의정이 되고 약방도제조를 겸했다. 이후 판중추부사로 전직되었다가 이후 좌의정에 이르렀다.